# Автошлях E01
Європейський маршрут E01 — європейський автомобільний маршрут від Ларна, Північна Ірландія до Севільї, Іспанія. Маршрут проходить по території, Великої Британії, Ірландії, Португалії й Іспанії.
Траса перетинає море між Россларе в Ірландії та Ферролі в Іспанії, проте пороми між ними не ходять.

## Велика Британія
- : Ларна (одночасно автошлях E18)
- : Белфаст (одночасно автошлях E16)
- : Белфаст
- : Белфаст - Лісберн (закінчення сегменту E18)
- : Лісберн - Ньюрі

Як і у всій Великій Британії, маркування європейських маршрутів відсутнє.

## Ірландія

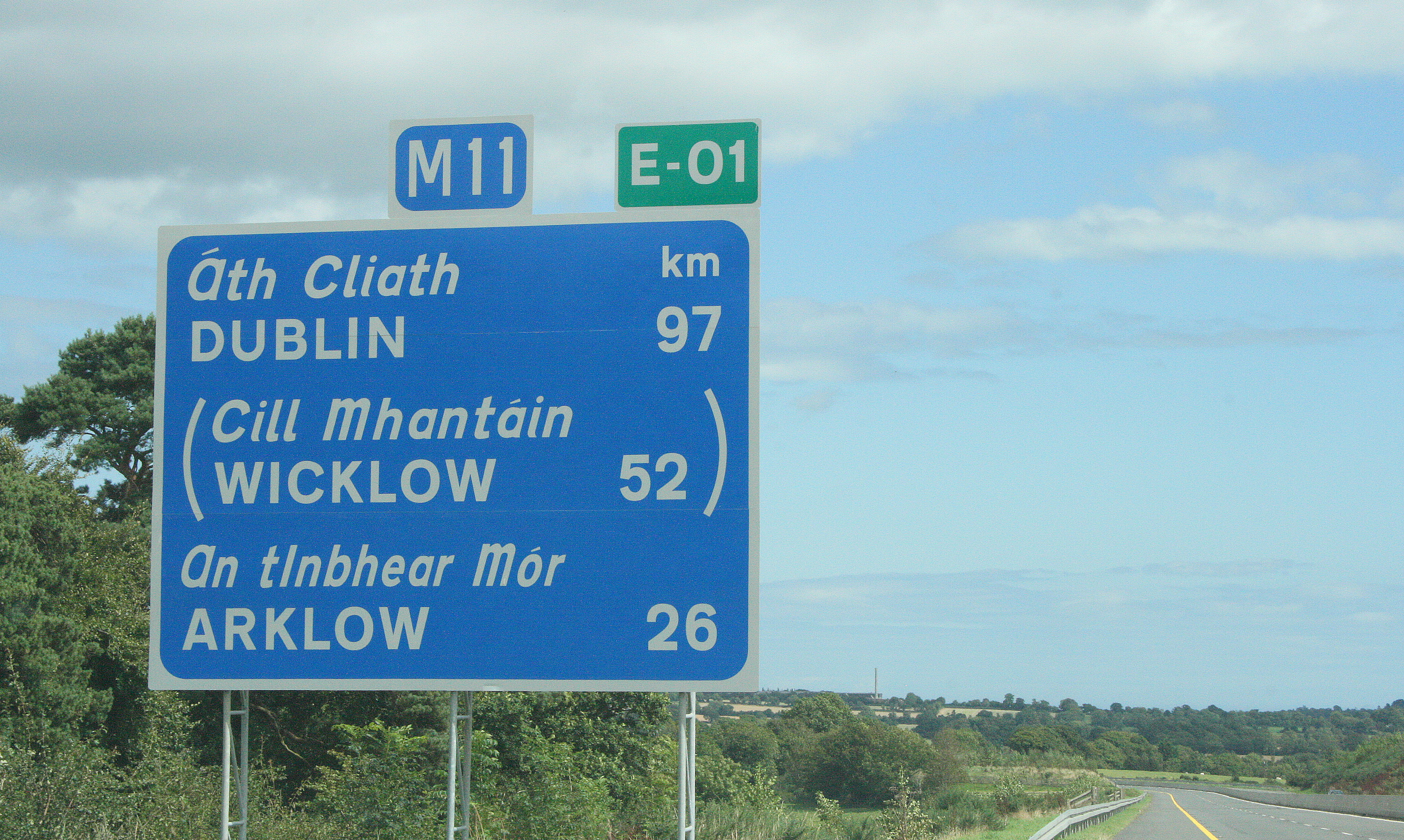
E01 У графстві Вексфорд, Ірландія.

E01 продовжується у Республіці Ірландія як автомагістраль M1, що веде до Дубліна і його кільцевої траси M50.
Ця траса проходить крізь передмістя Дубліна, приєднуючись до M11 біля дублінського району Шенкілл. M11 переходить у звичайну дорогу N11, проходить на південь від Брей (графство Віклов).
Також траса перетинає заповідну зону Glen of the Downs. На ділянці до Ґоурі (графство Вексфорд) дорога має одну-дві смуги в один бік.
Решта автошляху — звичайе двосмугове шосе, що проходить крізь кілька міст і сіл. У Вексфорді траса переходить у N25; ірландський фрагмент E01 (N25) закінчується у порту Рослер-Європорт.
Планується, що всі секції N11 (і, відповідно, E01) поза Дубліном буде модернізовано до стандартів автомагістралі чи дороги для автомобілів.

## Іспанія

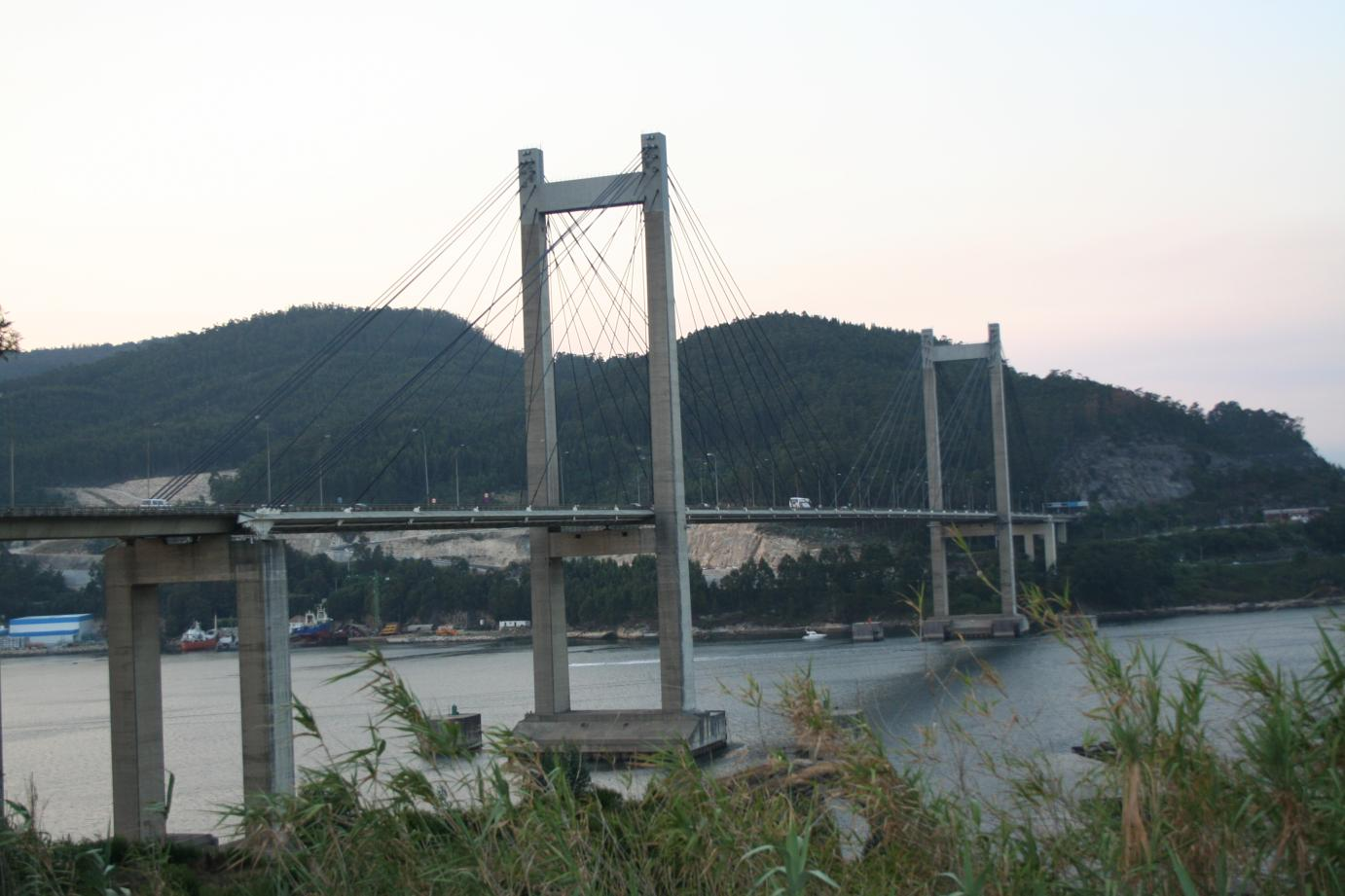
E01 біля Віґо, Іспанія.

У Іспанії E01 складається з двох частин. Північний сегмент починається у Ферролі і закінчується у Туї на португальському кордоні. Маршрут пролягає автомагістраллю AP-9, проходить повз Ла-Корунья, Сантьяго-де-Компостела, Понтеведра і Віго. Після Туї маршрут продовжується по автостраді A-55 до португальського кордону на річці Міню.

## Португалія

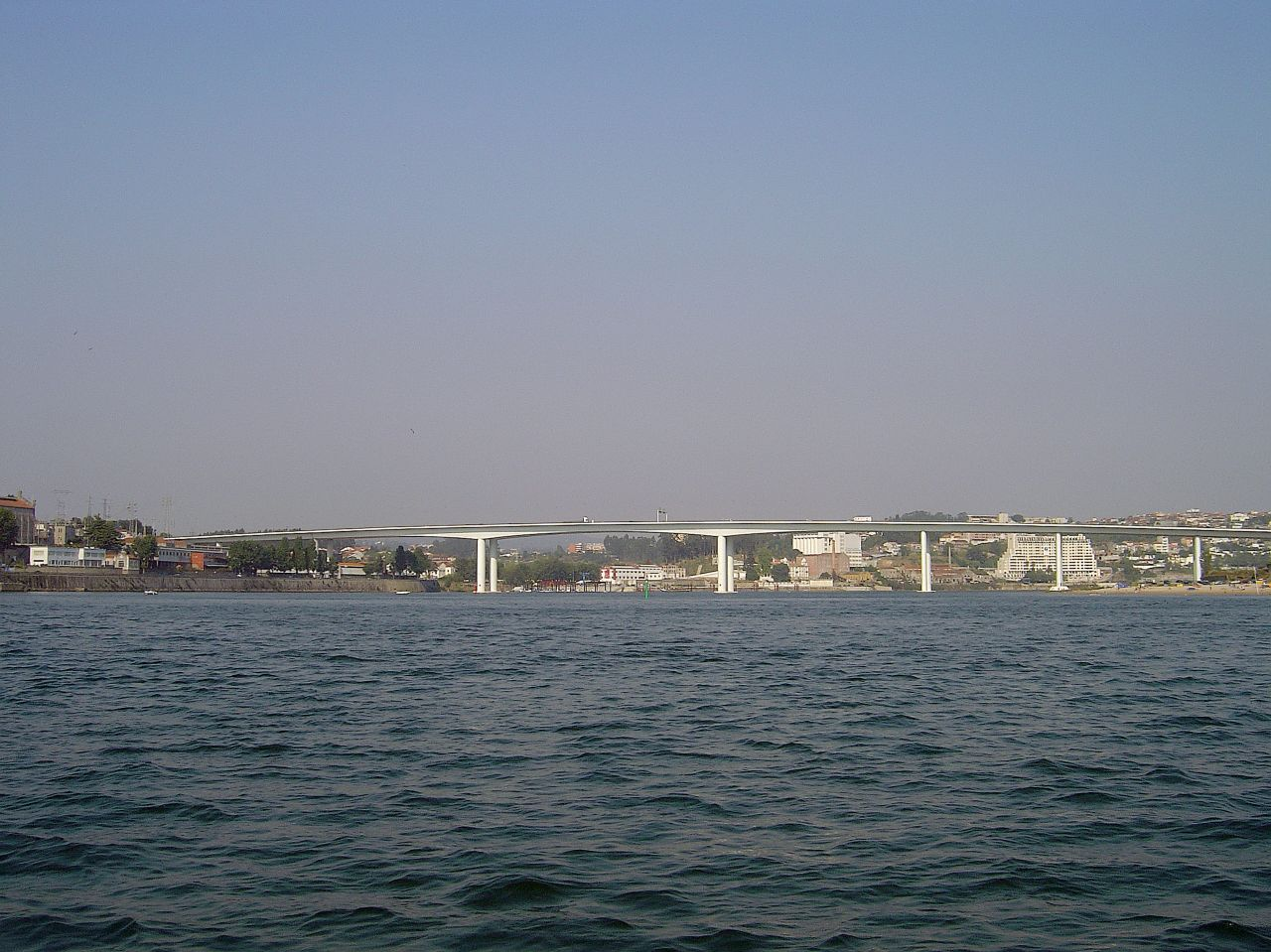
E01 на мосту Ponte do Freixo, Порту.

У Португалії маршрут проходить наступними автомагістралями (порт. auto-estrada):
- A3: Валенса (кордон) — Брага — Порту
- A20: Порту
- A1: Порту - Коїмбра — Лісабон
- IP1 (Міст Васко да Ґама): Лісабон — Монтіжу
- A12: Монтіжу — перетин з A2
- A2: перетин з A12 — Албуфейра
- A22 Албуфейра — Каштру-Марин (кордон)

На ділянці Авейру Норте — Лісабон по магістралі A1 пролягає одночасно маршрут E80, причому маркування E80 трапляється значно частіше, ніж E01.

## Іспанія
Друга частина траси у Іспанії — між Аямонте (біля португальського кордону по річці Гвадіана) і Севільєю. Маршрут пролягає автошляхом A-49, і проходить неподалік міста Уельва.